# سیارک ۸۱۲۶
سیارک ۸۱۲۶ (به انگلیسی: 8126 Chanwainam، نامگذاری:1966BL) هشت هزار و صد و بیست و ششمین سیارک کشف شده‌است که در ۲۰ ژانویه ۱۹۶۶ کشف شد.